# Trophée Gazet van Antwerpen 2009-2010
Navigation
2008-2009 2010-2011
Le Trophée Gazet van Antwerpen 2009-2010 est la 23e édition du Trophée Gazet van Antwerpen, compétition de cyclo-cross organisée par le quotidien belge néerlandophone Gazet van Antwerpen. Il est composé de huit manches ayant lieu en Belgique entre le 10 octobre 2009 et le 21 février 2010.

## Hommes élites

### Résultats
| Date        | Épreuve                                   | Vainqueur     | Deuxième      | Troisième        | Leader                  |
| 10 octobre  | Namur (Cyclo-cross de la Citadelle)       | Niels Albert  | Sven Nys      | Zdeněk Štybar    | Niels Albert            |
| 25 octobre  | Audenarde (Koppenbergcross)               | Sven Nys      | Niels Albert  | Klaas Vantornout | Niels Albert / Sven Nys |
| 21 novembre | Hasselt (GP d'Hasselt)                    | Zdeněk Štybar | Kevin Pauwels | Niels Albert     | Niels Albert            |
| 12 décembre | Essen (GP Rouwmoer)                       | Niels Albert  | Sven Nys      | Zdeněk Štybar    | Niels Albert            |
| 29 décembre | Loenhout (Azencross)                      | Sven Nys      | Niels Albert  | Zdeněk Štybar    | Niels Albert            |
| 1er janvier | Baal (Grand Prix Sven Nys)                | Sven Nys      | Zdeněk Štybar | Niels Albert     | Sven Nys                |
| 6 février   | Lille (Krawatencross)                     | Sven Nys      | Zdeněk Štybar | Kevin Pauwels    | Sven Nys                |
| 21 février  | Oostmalle (Internationale Sluitingsprijs) | Bart Wellens  | Zdeněk Štybar | Kevin Pauwels    | Sven Nys                |

### Détails
| Pos | Coureur               | Temps              | Pts  |
| --- | --------------------- | ------------------ | ---- |
| 1   | Niels Albert          | en 1 h 05 min 15 s | 25+3 |
| 2   | Sven Nys              | + 42 s             | 22   |
| 3   | Zdeněk Štybar         | + 2 min 02 s       | 19+1 |
| 4   | Klaas Vantornout      | + 2 min 22 s       | 17+2 |
| 5   | Bart Aernouts         | + 2 min 50 s       | 16   |
| 6   | Kevin Pauwels         | + 3 min 21 s       | 15   |
| 7   | Erwin Vervecken       | + 3 min 45 s       | 14   |
| 8   | Gerben de Knegt       | + 3 min 52 s       | 13   |
| 9   | Dieter Vanthourenhout | + 4 min 10 s       | 12   |
| 10  | Radomír Šimůnek jr.   | + 4 min 20 s       | 11   |

| Pos | Coureur          | Temps              | Pts  |
| --- | ---------------- | ------------------ | ---- |
| 1   | Sven Nys         | en 1 h 02 min 08 s | 25+3 |
| 2   | Niels Albert     | + 04 s             | 22   |
| 3   | Klaas Vantornout | + 07 s             | 19+1 |
| 4   | Kevin Pauwels    | + 07 s             | 17   |
| 5   | Zdeněk Štybar    | + 14 s             | 16+2 |
| 6   | Francis Mourey   | + 24 s             | 15   |
| 7   | Bart Aernouts    | + 1 min 04 s       | 14   |
| 8   | Enrico Franzoi   | + 1 min 15 s       | 13   |
| 9   | Gerben de Knegt  | + 1 min 15 s       | 12   |
| 10  | Erwin Vervecken  | + 1 min 25 s       | 11   |

| Pos | Coureur               | Temps          | Pts  |
| --- | --------------------- | -------------- | ---- |
| 1   | Zdeněk Štybar         | en 58 min 31 s | 25+3 |
| 2   | Kevin Pauwels         | + 00 s         | 22   |
| 3   | Niels Albert          | + 00 s         | 19+1 |
| 4   | Klaas Vantornout      | + 00 s         | 17   |
| 5   | Bart Aernouts         | + 07 s         | 16   |
| 6   | Sven Nys              | + 38 s         | 15+2 |
| 7   | Gerben de Knegt       | + 38 s         | 14   |
| 8   | Radomír Šimůnek jr.   | + 38 s         | 13   |
| 9   | Dieter Vanthourenhout | + 38 s         | 12   |
| 10  | Rob Peeters           | + 38 s         | 11   |

| Pos | Coureur               | Temps              | Pts  |
| --- | --------------------- | ------------------ | ---- |
| 1   | Niels Albert          | en 1 h 02 min 14 s | 25+3 |
| 2   | Sven Nys              | + 11 s             | 22+2 |
| 3   | Zdeněk Štybar         | + 33 s             | 19+1 |
| 4   | Kevin Pauwels         | + 1 min 23 s       | 17   |
| 5   | Dieter Vanthourenhout | + 2 min 04 s       | 16   |
| 6   | Bart Aernouts         | + 2 min 07 s       | 15   |
| 7   | Radomír Šimůnek jr.   | + 2 min 12 s       | 14   |
| 8   | Enrico Franzoi        | + 2 min 36 s       | 13   |
| 9   | Tom Van den Bosch     | + 2 min 42 s       | 12   |
| 10  | Gerben de Knegt       | + 2 min 54 s       | 11   |

| Pos | Coureur               | Temps              | Pts  |
| --- | --------------------- | ------------------ | ---- |
| 1   | Sven Nys              | en 1 h 02 min 25 s | 25   |
| 2   | Niels Albert          | + 08 s             | 22+1 |
| 3   | Zdeněk Štybar         | + 17 s             | 19+3 |
| 4   | Gerben de Knegt       | + 1 min 21 s       | 17+2 |
| 5   | Rob Peeters           | + 1 min 42 s       | 16   |
| 6   | Dieter Vanthourenhout | + 1 min 45 s       | 15   |
| 7   | Bart Wellens          | + 1 min 47 s       | 14   |
| 8   | Enrico Franzoi        | + 1 min 50 s       | 13   |
| 9   | Bart Aernouts         | + 1 min 54 s       | 12   |
| 10  | Christian Heule       | + 1 min 58 s       | 11   |

| Pos | Coureur           | Temps              | Pts  |
| --- | ----------------- | ------------------ | ---- |
| 1   | Sven Nys          | en 1 h 02 min 44 s | 25+2 |
| 2   | Zdeněk Štybar     | + 06 s             | 22+3 |
| 3   | Niels Albert      | + 46 s             | 19   |
| 4   | Gerben de Knegt   | + 57 s             | 17+1 |
| 5   | Francis Mourey    | + 1 min 17 s       | 16   |
| 6   | Bart Aernouts     | + 1 min 33 s       | 15   |
| 7   | Erwin Vervecken   | + 2 min 16 s       | 14   |
| 8   | Philipp Walsleben | + 2 min 22 s       | 13   |
| 9   | Klaas Vantornout  | + 2 min 45 s       | 12   |
| 10  | Christian Heule   | + 2 min 55 s       | 11   |

| Pos | Coureur               | Temps              | Pts  |
| --- | --------------------- | ------------------ | ---- |
| 1   | Sven Nys              | en 1 h 04 min 09 s | 25+3 |
| 2   | Zdeněk Štybar         | + 00 s             | 22+2 |
| 3   | Kevin Pauwels         | + 56 s             | 19+1 |
| 4   | Niels Albert          | + 56 s             | 17   |
| 5   | Sven Vanthourenhout   | + 56 s             | 16   |
| 6   | Bart Aernouts         | + 1 min 12 s       | 15   |
| 7   | Bart Wellens          | + 1 min 44 s       | 14   |
| 8   | Dieter Vanthourenhout | + 2 min 18 s       | 13   |
| 9   | Rob Peeters           | + 2 min 18 s       | 12   |
| 10  | Gerben de Knegt       | + 2 min 31 s       | 11   |

| Pos | Coureur               | Temps              | Pts  |
| --- | --------------------- | ------------------ | ---- |
| 1   | Bart Wellens          | en 1 h 01 min 44 s | 25   |
| 2   | Zdeněk Štybar         | + 59 s             | 22+3 |
| 3   | Kevin Pauwels         | + 59 s             | 19+1 |
| 4   | Sven Vanthourenhout   | + 1 min 03 s       | 17   |
| 5   | Dieter Vanthourenhout | + 1 min 05 s       | 16   |
| 6   | Sven Nys              | + 1 min 07 s       | 15+2 |
| 7   | Tom Meeusen           | + 1 min 08 s       | 14   |
| 8   | Gerben de Knegt       | + 1 min 08 s       | 13   |
| 9   | Bart Aernouts         | + 1 min 09 s       | 12   |
| 10  | Niels Albert          | + 1 min 34 s       | 11   |

### Classements
| Pos | Coureur               | Pts |
| --- | --------------------- | --- |
| 1   | Sven Nys              | 188 |
| 2   | Zdeněk Štybar         | 182 |
| 3   | Niels Albert          | 168 |
| 4   | Kevin Pauwels         | 125 |
| 5   | Bart Aernouts         | 115 |
| 6   | Gerben de Knegt       | 111 |
| 7   | Dieter Vanthourenhout | 101 |
| 8   | Klaas Vantornout      | 81  |
| 9   | Radomír Šimůnek jr.   | 68  |
| 10  | Erwin Vervecken       | 65  |

| Pos | Coureur          | Pts |
| --- | ---------------- | --- |
| 1   | Zdeněk Štybar    | 18  |
| 2   | Sven Nys         | 14  |
| 3   | Niels Albert     | 8   |
| 4   | Gerben de Knegt  | 3   |
| 5   | Klaas Vantornout | 3   |
| 6   | Kevin Pauwels    | 2   |

## Femmes élites

### Résultats
| Date        | Épreuve                                   | Vainqueur            | Deuxième             | Troisième         | Leader               |
| 10 octobre  | Namur (Cyclo-cross de la Citadelle)       | Daphny van den Brand | Pavla Havlíková      | Helen Wyman       | Daphny van den Brand |
| 25 octobre  | Audenarde (Koppenbergcross)               | Pavla Havlíková      | Helen Wyman          | Sophie de Boer    | Pavla Havlíková      |
| 29 décembre | Loenhout (Azencross)                      | Daphny van den Brand | Marianne Vos         | Sanne van Paassen | Pavla Havlíková      |
| 6 février   | Lille (Krawatencross)                     | Marianne Vos         | Daphny van den Brand | Sanne Cant        | Pavla Havlíková      |
| 21 février  | Oostmalle (Internationale Sluitingsprijs) | Marianne Vos         | Daphny van den Brand | Sanne Cant        | Daphny van den Brand |

### Détails
| Pos | Coureur              | Temps          | Pts |
| --- | -------------------- | -------------- | --- |
| 1   | Daphny van den Brand | en 45 min 01 s | 25  |
| 2   | Pavla Havlíková      | + 16 s         | 22  |
| 3   | Helen Wyman          | + 50 s         | 19  |
| 4   | Sanne Cant           | + 1 min 35 s   | 17  |
| 5   | Ludivine Henrion     | + 1 min 48 s   | 16  |
| 6   | Linda van Rijen      | + 1 min 55 s   | 15  |
| 7   | Saskia Elemans       | + 2 min 15 s   | 14  |
| 8   | Sanne van Paassen    | + 3 min 10 s   | 13  |
| 9   | Sophie de Boer       | + 3 min 50 s   | 12  |
| 10  | Joyce Vanderbeken    | + 4 min 35 s   | 11  |

| Pos | Coureur                | Temps          | Pts |
| --- | ---------------------- | -------------- | --- |
| 1   | Pavla Havlíková        | en 43 min 52 s | 25  |
| 2   | Helen Wyman            | + 37 s         | 22  |
| 3   | Sophie de Boer         | + 58 s         | 19  |
| 4   | Saskia Elemans         | + 1 min 12 s   | 17  |
| 5   | Sanne Cant             | + 1 min 56 s   | 16  |
| 6   | Joyce Vanderbeken      | + 2 min 34 s   | 15  |
| 7   | Linda van Rijen        | + 2 min 43 s   | 14  |
| 8   | Reza Hormes-Ravenstijn | + 3 min 03 s   | 13  |
| 9   | Arenda Grimberg        | + 3 min 18 s   | 12  |
| 10  | Sanne van Paassen      | + 3 min 18 s   | 11  |

| Pos | Coureur                | Temps          | Pts |
| --- | ---------------------- | -------------- | --- |
| 1   | Daphny van den Brand   | en 39 min 52 s | 25  |
| 2   | Marianne Vos           | + 25 s         | 22  |
| 3   | Sanne van Paassen      | + 1 min 05 s   | 19  |
| 4   | Sanne Cant             | + 2 min 13 s   | 17  |
| 5   | Helen Wyman            | + 2 min 24 s   | 16  |
| 6   | Linda van Rijen        | + 2 min 48 s   | 15  |
| 7   | Pavla Havlíková        | + 2 min 59 s   | 14  |
| 8   | Nikki Harris           | + 3 min 16 s   | 13  |
| 9   | Reza Hormes-Ravenstijn | + 3 min 23 s   | 12  |
| 10  | Joyce Vanderbeken      | + 3 min 33 s   | 11  |

| Pos | Coureur                | Temps          | Pts |
| --- | ---------------------- | -------------- | --- |
| 1   | Marianne Vos           | en 37 min 51 s | 25  |
| 2   | Daphny van den Brand   | + 00 s         | 22  |
| 3   | Sanne Cant             | + 03 s         | 19  |
| 4   | Sanne van Paassen      | + 31 s         | 17  |
| 5   | Helen Wyman            | + 2 min 10 s   | 16  |
| 6   | Reza Hormes-Ravenstijn | + 2 min 16 s   | 15  |
| 7   | Pavla Havlíková        | + 2 min 16 s   | 14  |
| 8   | Nicolle De Bie-Leyten  | + 2 min 22 s   | 13  |
| 9   | Joyce Vanderbeken      | + 2 min 33 s   | 12  |
| 10  | Nancy Bober            | + 3 min 57 s   | 11  |

| Pos | Coureur                | Temps          | Pts |
| --- | ---------------------- | -------------- | --- |
| 1   | Marianne Vos           | en 42 min 00 s | 25  |
| 2   | Daphny van den Brand   | + 1 min 27 s   | 22  |
| 3   | Sanne Cant             | + 1 min 32 s   | 19  |
| 4   | Hanka Kupfernagel      | + 1 min 35 s   | 17  |
| 5   | Sanne van Paassen      | + 1 min 40 s   | 16  |
| 6   | Helen Wyman            |                | 15  |
| 7   | Joyce Vanderbeken      |                | 14  |
| 8   | Reza Hormes-Ravenstijn |                | 13  |
| 9   | Pavla Havlíková        |                | 12  |
| 10  | Nicolle De Bie-Leyten  |                | 11  |

### Classement général
| Pos | Coureur                | Pts |
| --- | ---------------------- | --- |
| 1   | Daphny van den Brand   | 94  |
| 2   | Sanne Cant             | 88  |
| 3   | Helen Wyman            | 88  |
| 4   | Pavla Havlíková        | 87  |
| 5   | Sanne van Paassen      | 76  |
| 6   | Marianne Vos           | 72  |
| 7   | Joyce Vanderbeken      | 63  |
| 8   | Reza Hormes-Ravenstijn | 53  |
| 9   | Linda van Rijen        | 44  |
| 10  | Sophie de Boer         | 40  |

## Hommes espoirs

### Résultats
| Date        | Épreuve                                   | Vainqueur       | Deuixième         | Troisième               | Leader         |
| 10 octobre  | Namur (Cyclo-cross de la Citadelle)       | Lubomír Petruš  | Róbert Gavenda    | Tom Meeusen             | Lubomír Petruš |
| 25 octobre  | Audenarde (Koppenbergcross)               | Róbert Gavenda  | Jan Denuwelaere   | Paweł Szczepaniak       | Róbert Gavenda |
| 21 novembre | Hasselt (GP d'Hasselt)                    | Tom Meeusen     | Róbert Gavenda    | Jim Aernouts            | Róbert Gavenda |
| 12 décembre | Essen (GP Rouwmoer)                       | Tom Meeusen     | Jim Aernouts      | Kacper Szczepaniak      | Tom Meeusen    |
| 29 décembre | Loenhout (Azencross)                      | Tom Meeusen     | Tijmen Eising     | Kacper Szczepaniak      | Tom Meeusen    |
| 1er janvier | Baal (Grand Prix Sven Nys)                | Tom Meeusen     | Joeri Adams       | Jan Denuwelaere         | Tom Meeusen    |
| 6 février   | Lille (Krawatencross)                     | Arnaud Jouffroy | Tom Meeusen       | Jan Denuwelaere         | Tom Meeusen    |
| 21 février  | Oostmalle (Internationale Sluitingsprijs) | Jim Aernouts    | Lars van der Haar | Kenneth Van Compernolle | Tom Meeusen    |

### Classement général
| Pos | Coureur                 | Pts |
| --- | ----------------------- | --- |
| 1   | Tom Meeusen             | 156 |
| 2   | Jim Aernouts            | 136 |
| 3   | Jan Denuwelaere         | 133 |
| 4   | Róbert Gavenda          | 199 |
| 5   | Kenneth Van Compernolle | 116 |
| 6   | Stef Boden              | 101 |
| 7   | Lubomír Petruš          | 85  |
| 8   | Arnaud Jouffroy         | 83  |
| 9   | Kacper Szczepaniak      | 76  |
| 10  | Paweł Szczepaniak       | 67  |